# Neuros Technology
Neuros Technology è una azienda di Chicago, Illinois, Stati Uniti, attiva nel settore degli apparecchi elettronici multimediali. L'azienda era precedentemente costituita come divisione della Digital Innovations con il nome di Neuros Audio.

## Filosofia aziendale
Neuros Technology ha la sua caratteristica fondamentale e identificativa all'interno del panorama dei produttori di hardware multimediali nel supporto fin quasi sfacciato al modello di sviluppo software open source.
Tutti i prodotti dell'azienda hanno specifiche hardware note e pubblicate, in modo che la comunità di sviluppatori sia costantemente interessata ad ampliare le compatibilità dei dispositivi o a correggerne i difetti di funzionamento.
Ove possibile il sistema operativo che Neuros implementa sui suoi lettori è una versione ricompilata di Linux.
L'azienda indice saltuariamente delle cacce al tesoro (bounty hunting) nelle quali mette in palio delle somme di denaro per lo sviluppatore che per primo implementi via software una data funzionalità nei vari dispositivi.
Inoltre la semplice partecipazione al programma di beta testing di Neuros, che non necessita di capacità informatiche specifiche, permette di ottenere parziali rimborsi sul prezzo di acquisto dei prodotti.
Tra i membri illustri che hanno contribuito allo sviluppo del lato software dei lettori multimediali Neuros va citato Christopher Montgomery, fondatore di Xiph.Org Foundation e inventore di Ogg Vorbis.